# 本·克斯滕
本·克斯滕（英語：Ben Kersten，1981年9月21日—），澳大利亚男子自行车运动员。他曾代表澳大利亚参加2006年英联邦运动会自行车比赛，获得男子1公里计时赛金牌。